# Видобищка гробница
Видобищката гробница (на македонска литературна норма: Видобишка гробница) е елинистическа македонска гробница в град Охрид, Северна Македония. Археологическият обект „Гробница-Видобища“ е открит на улица „Марко Цепенков“ № 140 в охридския квартал Видобища и е обявен за паметник на културата. Гробницата е семейна от засводен тип, открита случайно в 1979 година.